# أنطوان زحلان
أنطوان زحلان (15 مايو 1928 - 1 سبتمبر 2020)، فيزيائي ومؤرخ فلسطيني لبناني عن الحركة العلمية العربية في مصر والعالم العربي في القرن 20 وعالم دراسات مستقبلية. 
حصل على درجة الدكتوراه في الفيزياء من جامعة سيراكيوز بالولايات المتحدة. توفي أنطوان زحلان في 1 سبتمبر عام 2020 في بيروت عن عمر ناهز 92 عامًا.

## النشأة
ولد البروفسور أنطوان زحلان في حيفا عام 1928 والده بنيامين ووالدته ماري خوري، تعلّم في مدرسة الفرير في حيفا ثم انتقل ليتابع تعليمه في مدرسة التراسنطة (بالإنجليزية: Terra Sancta College)‏ الداخلية في القدس خمس سنوات، بسبب حرب النكبة عام 1948 اضطر للجوء وعائلته إلى لبنان حيث استأجروا بيتًا في مدينة عالية. وهناك حصل على منحة مكنته من دخول الجامعة الأميركية في بيروت بقسم العلوم عام 1951 تخرّج منها بشهادة بكالوريوس بالفيزياء كما حاز 1952 ماجستير بالتخصّص نفسه، في عام 1956 حاز على درجة الدكتوراه من جامعة سيراكوز بنيويورك وعاد ليعمل محاضرًا ورئيس قسم الفيزياء كلية العلوم التابعة للجامعة الأمريكية فير بيروت بين الأعوام 1956-1969.
بعد حرب حزيران سعى مع رفاقه وليد الخالدي وبرهان الدجاني طرحوا على الملك حسين في الأردن إقامة الجمعية الملكية العلمية لتعنى بالفجوة العلمية القائمة بين الغرب والعرب، وكان زحلان الرئيس التنفيذي لها انسحب الزملاء الثلاثة من الجمعية بعد أحداث أيلول الأسود عام 1973 التي اندلعت بين المقاومة الفلسطينية والأردن، وفي عام 1973 بادر الثلاثة مع صديقهم رجل الأعمال حسيب الصباغ لإنشاء مؤسسة المشاريع والإنماء العربي (بالإنجليزية: APD) Arab Projects and Development))‏ التي تملك ذات الأهداف التي قامت عليها الجمعية في عمان ولكن توقّف عمل الجمعية عام 1976. وبين السنوات 1976 إلى 1978 عمل محاضرا زائرا في ستانفورد، ونورث كارولينا – كامبيل هيل ( الولايات المتحدة ) وجامعة ساسكس ومركز بحوث التنمية الدولية وعمل مستشاراً بعدة مشاريع ومؤسسات دولية.

## المناصب
- عضو مجلس أمناء مركز دراسات الوحدة العربية.
- أستاذ زائر في العديد من الجامعات الغربية ( جامعة ستانفورد، نورث كارولينا، تشابل هل، وإسكس)، وأستاذ زائر لدى المركز الدولي لأبحاث التنمية (كندا). له مؤلفات عديدة باللغتين العربية والإنجليزية في مجالات العلوم والتكنولوجيا البشرية والتربية والتعليم.

- أستاذ ورئيس قسم الفيزياء في الجامعة الأميركية ببيروت عام 1956 – 1976.
- أنشأ الجمعية العلمية الملكية في عمان، عام 1969، وعين أول مدير لها (1969 – 1970).
- رئيس الجمعية الفيزيائية العربية سابقاً، وقد تولى تنظيم أول مؤتمر للعقول العربية المهاجرة، الذي عقد في بلودان – سوريا عام 1970. [6]
- عضو مؤسس لمنظمة المجتمع العلمي العربي في قطر عام 2010.

## المؤلفات
أما مؤلفاته فهي بالعربية والإنكليزية في مجالات العلم والتكنولوجيا وهي أكثر من تحصى في هذه التقديم. فهي مجموعة من 25 مؤلف والمئات من المقالات والأبحاث العلمية المنشورة في الوطن العربي والجامعات الغربية والمؤسسات الدولية. آخر كتاب صدر له عام 1999 عن مركز دراسات الوحدة العربية بعنوان “العرب وتحديات العلم والتقانة: تقدم من دون تغيير”. أما مقالاته بين 1999 و2007 فهي أكثر من 25 مقال وبحث أكاديمي.
أهم المؤلفات : 

### كتب
- العلم والتعليم العالي في إسرائيل، ترجمة محمد صالح العالم - دار الهلال بالاشتراك مع مؤسسة الدراسات الفلسطينية، 1970.
- العلم والسياسة العلمية في الوطن العربي - مركز دراسات الوحدة العربية، 1979.
- البعد التكنولوجي للوحدة العربية - مركز دراسات الوحدة العربية، 1985.
- العرب والعلم والتقانة - مركز دراسات الوحدة العربية، 1988.
- إعادة إعمار فلسطين: القضايا، الخيارات، السياسات، الاستراتيجيات - مركز دراسات الوحدة العربية، 1997.
- العرب وتحديات العلم والتقانة: تقدم من دون تغيير - مركز دراسات الوحدة العربية، 1999.
- العلم والسيادة. التوقعات والإمكانات في البلدان العربية - مركز دراسات الوحدة العربية، 2012.
- الأمية التقانية وتأثيرها في التنمية العربية - مركز دراسات الوحدة العربية، 2013.
- إصلاح صناعة الإنشاءات في الأقطار العربية - المركز العربي للأبحاث ودراسة السياسات، 2013.

### أوراق بحثية
- Zahlan، A. B. (1972). "The Science and Technology Gap in the Arab-Israeli Conflict". Journal of Palestine Studies. ج. 1 ع. 3: 17–36. DOI:10.2307/2535865.
- Hagopian، Edward؛ Zahlan، A. B. (1974). "Palestine's Arab Population: The Demography of the Palestinians". Journal of Palestine Studies. ج. 3 ع. 4: 32–73. DOI:10.2307/2535449.
- Zahlan، Antoine؛ Zahlan، Rosemarie (1977). "The Palestinian Future: Education and Manpower". Journal of Palestine Studies. ج. 6 ع. 4: 103–112. DOI:10.2307/2535780.
- العلم والتكنولوجيا في الصراع العربي الإسرائيلي، مؤسسة الدراسات الفلسطينية، 1981 (صدرت الطبعة الثانية في 1986).